# 渋谷直蔵
渋谷 直蔵（しぶや なおぞう、旧字体：澁谷 直藏、1916年（大正5年）8月20日 - 1985年（昭和60年）12月16日）は、日本の政治家、労働官僚。位階は正三位勲一等、勲章は旭日大綬章。

## 来歴・人物
旧制石川中学校、旧制第二高等学校（文科乙類）、1940年東京帝国大学法学部法律学科（独法）卒業後、内務省入省。東京府内務部地方課属。それから2ヶ月後に東京府議会副議長の長女と結婚。戦後、労働省に移り、大臣官房長、労働基準局長に。1960年（昭和35年）の衆議院議員総選挙に旧福島2区より立候補し、初当選。以降連続当選9回。
1975年（昭和50年）秋に公労協がスト権ストの実施を図った際、スト権付与派であった。
自由民主党では三木→河本派に所属し、建設政務次官、衆院文教委員長、農林水産委員長を経て、1978年大平内閣で自治大臣兼国家公安委員会委員長兼北海道開発庁長官で初入閣。
1985年1月に脳腫瘍の手術を行い、療養の後一時は公務に復帰。同年10月に引退を表明したが、同年12月16日に脳腫瘍のため、死去した。69歳没。同月20日、特旨を以て位を八級追陞され、死没日付をもって正七位から正三位勲一等に叙され、旭日大綬章を追贈された。追悼演説は翌1986年2月13日の衆議院本会議で、渡部行雄により行われた。なお、選挙区は穂積良行に引き継がれた。